# Джон Мейнард Кейнс
Джон Мейнард Кейнс, първи барон Кейнс, ОБ (на английски: John Maynard Keynes, произнасяно /ˈkeɪnz/), е британски икономист, който съществено повлиява върху модерната макроикономика и социалния либерализъм, едновременно като теория и практика. Неговите идеи оказват сериозно влияние и върху икономическата политика на редица правителства.
Защитава интервенционалната икономическа политика, чрез която дадено правителство с фискални и монетарни мерки би могло да смекчи негативните ефекти на бизнес циклите, икономическите рецесии и депресии. Неговите идеи са основа за школата, известна като кейнсианска икономика (кейнсианство), както и нейните различни разклонения.
През 30-те години на XX век Кейнс революционизира господстващата дотогава икономическа мисъл, оспорвайки стария постулат на неокласическата икономика, че свободните пазари автоматично ще осигурят пълна работна заетост, ако работниците са гъвкави в своите искания за заплати. Кейнс заявява, че общото ниво на икономическа активност се определя от съвкупното търсене – когато е налице неадекватно търсене, се създават благоприятни условия за продължителен висок ръст на безработицата.
След избухването на Втората световна война идеите на Кейнс са приложени от водещи западни икономики. През 50-те и 60-те години успехът на кейнсианската икономика е толкова внушителен, че почти всички капиталистически правителства прилагат нейните политически препоръки и де факто пропагандират социалния либерализъм. През 1999 списание Тайм включва Кейнс в своя списък на стоте най-важни и влиятелни хора на XX век. Мотивацията е: „Неговата радикална идея, че правителствата трябва да харчат пари, които нямат, може би спаси капитализма.“
Влиянието на Кейнс избледнява през 70-те години на XX век отчасти поради актуалните проблеми, които започват да засягат англо-американските икономики, и отчасти поради критики от страна на Милтън Фридман и други икономисти, които не вярват във възможността на правителствата да регулират бизнес цикъла с фискална политика. Все пак настъпването на глобалната икономическа криза през 2008 година предизвиква възраждане на кейнсианството. То е теоретичен фундамент на икономическите политики на американския президент Барак Обама, на британския премиер от 2007 до 2010 Гордън Браун, както и на други държавни лидери от края на първото десетилетие на XXI век.
Кейнс се смята за основоположник на модерната макроикономика, както и за най-влиятелния икономист на XX век (от много коментатори като икономиста Джон Сломан).

## Биография
Кейнс е роден в Кеймбридж в семейство от средната класа. Баща му Джон Невил Кейнс (1852 – 1949) е икономист и преподавател по хуманитарни науки в Кеймбриджкия университет, а майка му Флорънс Ада Кейнс (по баща Браун) (1861 – 1958) е писателка и се занимава и с обществена дейност. Джон е първото дете в семейството, следват Джефри (Geofferey Keynes) (1887 – 1982), който става хирург, и Маргарет (1890 – 1974), която се омъжва за Арчибалд Хил, лауреат на Нобелова награда за физиология и считан за един от основателите на биофизиката. Дъщерята на Маргарет Поли Хил също става известен икономист.
Според биографа на Кейнс Робърт Скиделски, неговите родители са грижовни, без да прекаляват, и до края на живота си децата им често ги посещават. Кейнс получава значителна подкрепа от баща си, който го подготвя за изпитите и винаги му оказва финансова помощ, дори и през Голямата депресия.
Първоначалното си образование Кейнс получава в училище „Сейнт Фейтс“ в Кеймбридж. Учителите го определят като блестящ, но понякога небрежен и недостатъчно упорит ученик. През тези години той често боледува и на няколко пъти дълго не ходи на училище. След това постъпва със стипендия в престижния Итън Колидж, където проявява заложби в различни области, най-вече в математиката, класическата филология и историята. Въпреки относително скромния си произход, той се сработва лесно със съучениците си, повечето от които произхождат от висшите класи. През 1902 г. постъпва в Кингс Колидж, част от Кеймбриджкия университет, със стипендия по математика.
Кейнс бил доста висок на ръст – около 198 cm. Биографите му съобщават за неговата бисексуалност. Бил е близък приятел с Литън Стрейчи. Кейнс свободно признавал връзките си с мъже. Имал е сериозна връзка и с художника Дънкан Грант в периода от 1908 до 1915 г., а през целия си живот не спира да го подпомага материално. През октомври 1918 г. по време на гастролите на руския балет на Сергей Дягилев в Лондон Кейнс среща руската балерина Лидия Лопухова (известна на английски и като Лопокова) и през 1925 г. тя става негова съпруга. През същата година за първи път посещава СССР по повод честванията на 200-годишнината на Академията на науките, а освен това става балетен меценат и дори съчинява балетни либрето. Посещава СССР и през 1928, и 1936 г. като частно лице.
Кейнс е успешен инвеститор и съумява да натрупа нелошо лично състояние, макар че след краха на фондовия пазар от 1929 г. се оказва на ръба на банкрута. След това успява да възстанови богатството си.
Увлича се от колекциониране на книги и съумява да придобие много оригинални трудове на Исак Нютон (Кейнс го нарича последният алхимик (на английски: the last alchemist) и му посвещава лекцията си „Newton, the Man“). Интересува се от литература и драматургия, оказва финансова помощ на Кеймбриджкия театър, което спомага този театър за известно време да стане най-значителният английски театър извън Лондон. По време на Втората световна война пак той е един от хората, допринесли за оцеляването на Кралската опера Ковънт Гардън, като използва влиянието си, за да ѝ бъде осигурено финансиране. Събира значителна лична колекция от произведения на изкуството, съдържаща картини на Пол Сезан, Едгар Дега, Амедео Модиляни, Жорж Брак, Пикасо и Жорж Сьора.
Кейнс е бил неизменен привърженик и член на Либералната партия (една от двете съществуващи до 1920-те във Великобритания политически партии). Когато през 1926 г. Лойд Джордж става неин лидер, Кейнс играе основна роля в определяне на икономическата политика на партията. Скоро след това обаче тя е изместена от Лейбъристите и от втора по значение партия става трета.

### Кеймбридж
По време на следването му в Кеймбридж известният икономист Алфред Маршал се опитва да го убеди да стане икономист, но Кейнс по това време се увлича по-скоро от философията, особено от етичната система на Джордж Едуард Мур. Той става член на полутайното дружество Кеймбриджки апостоли – дискусионен клуб, в който се приемат предимно по-добрите студенти от университета. Подобно на други клубни членове, Кейнс запазва връзките си с него и периодично посещава сбирките му до края на живота си. Заедно с други забележителни интелектуалци членува и в кръга Блумсбъри
През 1904 се дипломира като бакалавър по математика, но продължава да посещава университета и през 1906 г. полага изпити за правоспособност като държавен служител. Постъпва като чиновник в Индия офис, но през 1908 се връща в Кеймбридж, където се отдава на научна работа. Работи върху теорията на вероятностите. През 1909 публикува първата си икономическа статия в Economics Journal за ефекта на тогавашния икономически спад върху Индия. През същата година получава университетско преподавателско място по икономика, финансирано от Алфред Маршал. По-късно е избран и за fellow (академична титла, свързана с определен колеж). През 1911 става редактор на Economics Journal, а през 1913 публикува първата си книга Indian Currency and Finance („Индийски пари и финанси“)

### През Първата световна война
По време на Първата световна война британското правителство ползва Кейнс като експерт. Макар че не е ангажиран официално със служба, Кейнс заминава за Лондон само няколко дни преди да започнат военните действия през 1914 г. Тогава банкерите настояват за спиране на плащанията в твърда валута, но с помощта на Кейнс Канцлерът на хазната (тогава Лойд Джордж) бива убеден, че ако плащанията бъдат суспендирани преди да стане абсолютно необходимо, това силно ще влоши репутацията на страната.
През януари 1915 г. Кейнс постъпва на официална правителствена служба в британската хазна (Министерство на финансите). Сред задълженията му е и формулирането на условия за отпускане на кредити по време на войната между Великобритания и нейните континентални съюзници, както и придобиването на редки валути. Според икономиста Робърт Лекачмен здравите нерви и майсторството на Кейнс стават легендарни заради отличното изпълнение на тези негови задължения – като например в случая, когато той трябвало да изнамери отнякъде известна сума испански песети, тогава дефицитни. Секретарят на Хазната научил с облекчение, че Кейнс е успял да събере достатъчно от необходимите за правителството песети. Но вместо да му ги предаде, Кейнс решава да извърши с тях валутна операция – продава ги на пазара и смелостта му се оправдава, тъй като след този му ход песетите станали по-малко редки и поевтинели.
За работата си по време на войната Кейнс е удостоен с Орден на банята през 1917 г.  и признанието води до поста, който ще окаже силно влияние върху Кейнс и неговата кариера – той е назначен за финансов представител на хазната по време на Версайската мирна конференция през 1919 г. Той получава и белгийския Орден на Леополд.

### Версайска мирна конференция
Това назначение оказва влияние върху оформянето на бъдещите му възгледи, но не е успешно за кариерата му. Кейнс е против налагането на твърде високи репарации на Германия с мотива, че това би наказало невинните германски граждани, би навредило на платежоспособността на Германия и сериозно би ограничило нейната възможност да купува стоки от други страни – и така би засегнало не само германската икономика, но и световната. За голямо съжаление на самия Кейнс консервативните сили в коалицията, която победила на общите избори във Великобритания през 1918, изтласкали представителите на министерството на финансите от официалните разговори. Тяхното място заели т.нар. „Небесни близнаци“ – съдията Лорд Съмнър и банкерът Лорд Кънлиф (прозвището им произлиза от „астрономически“ високите военни репарации, които те наложили на Германия). Така че на Кейнс му се наложило да действа предимно зад кулисите.
Тримата основни играчи във Версай са: от Великобритания – Лойд Джордж, от Франция – Клемансо и от Америка – президентът Уилсън. Всъщност Кейнс имал директен достъп само до Лойд Джордж. Преди изборите от 1918 г. Лойд Джордж изпитвал известна симпатия към възгледите на Кейнс, но по време на предизборната кампания се оказало, че речите му се възприемат добре само ако обещава сериозни наказания на Германия и той постепенно възприема изискването за налагане на високи репарации. На Парижката конференция Лойд Джордж все пак успява (въпреки съпротивата на французите) да осигури така необходимите за германските граждани продоволствени доставки.
Клемансо също настоява за високи репарации, като исканията на французите дори надхвърлят тези на Великобритания. Президентът Уилсън първоначално поддържа една относително по-снизходителна позиция – той се опасявал, че твърде суровите условия могат да подбудят зараждането на екстремизъм и искал на Германия да бъде оставен достатъчно капитал, за да внася стоки от чужбина. Лойд Джордж и Клемансо успяват да притиснат Уилсън да приеме налагането на изключително високи репарации. Към края на конференцията Кейнс предлага план, с който според него ще се помогне не само на Германия, но и на други обеднели централно-европейски сили, но и който като цяло ще бъде добър за цялата световна икономика. Този план се състоял в опрощаването на военните дългове, което да окаже положителен ефект върху международната търговия. Лойд Джордж се съгласява, че това може да е приемливо за британските избиратели, но Америка е против, защото по това време САЩ са основен кредитор и освен това Уилсън вече започва да смята, че по-суровите условия са полезни като предупреждение към бъдещи агресори. Така че въпреки всички усилия на Кейнс, в края на конференцията е сключен Версайският договор, който той не може да приеме, както от икономическа, така и от морална гледна точка, и той подава оставка.
Кейнс анализира вредните последици от Версайския договор в своите книги „Икономически последици на мира“ (1919) и A Revision of the Treaty („Ревизия на договора“). Правилността на предвижданията му се потвърждава, когато през 1923 г. германската икономика е подложена на хиперинфлация, което води до края на Ваймарската република и Втората световна война. На практика Германия изплаща само малка част от наложените ѝ репарации. С „Икономически последици на мира“ Кейнс си спечелва международна слава, но също така и етикета на опозиционер. Като следствие той остава встрани от правителствените назначения. Едва след началото на Втората световна война му предлагат място на директор в голяма банка и правителствен пост. Все пак Кейнс продължава да оказва влияние чрез своите контакти, чрез публикуваните си трудове, както и чрез работата си в различни комисии като консултант.

### 20-те години
Кейнс завършва своя „Трактат върху теория на вероятностите“ още преди войната, но го публикува през 1921 г. Този труд е забележителен принос към философските и математическите основи на Теорията на вероятностите и въвежда важния възглед, че вероятностите са само количествени стойности за истинност, намиращи се между стойностите за истина и лъжа (означавани съответно с 1 и 0). В своята книга Кейнс развива тезата за наличие на интервал на вероятностите, както и подхода за вземане на решения чрез оценка на риска и присвояване на тегла на различните вероятности. В допълнение към академичната си работа през 1920-те Кейнс активно работи като журналист, продава книгата си в различни страни по света и работи в Лондон като финансов консултант. През 1924 пише некролога по повод смъртта на своя учител и наставник Алфред Маршал.
Кейнс атакува предприетите от страна на правителствата следвоенни мерки с труда си A Tract on Monetary Reform през 1923, в който поддържа тезата, че държавите трябва да се стремят да стабилизират цените на вътрешния пазар и да предотвратят дефлацията, дори и на цената на обезценяване на собствената им валута. През по-голямата част от 20-те години Великобритания страда от много голяма безработица и Кейнс препоръчва обезценяване на стерлинга, за да се стимулира експортът на стоки и да се създадат работни места. След 1924 той препоръчва и фискални мерки, например създаването на работни места чрез държавно финансиране на публични проекти.
Той призовава също и за отказване от Златния стандарт, тъй като той противоречи на автономията на държавата в областта на вътрешната политика. Но през 1925 г. Министерството на финансите и Банк ъф Ингланд все още са привърженици на Златния стандарт, убеждават и Уинстън Чърчил (тогава финансов министър) и това оказва катастрофален ефект върху британската икономика. Кейнс реагира с написването на The Economic Consequences of Mr. Churchill („Икономическите последствия от г-н Чърчил“) и продължава да се бори срещу Златния стандарт, докато Великобритания окончателно се отказва от него през 1931 г.

### Голямата депресия
През втората половина на 20-те години Кейнс пише „Трактат за парите“ (1930), в който продължава да изследва въпросите, свързани с валутните курсове и Златния стандарт. В този му труд за първи път се появява идеята за липсата на автоматичен баланс между бъдещите спестявания и инвестиции, при положение че при пълна заетост те са равни.
През 1925 г. сключва брак с руската балерина Лидия Лопухова, с която са се запознали още през 1918 г. Обаятелна и весела, тя рязко се отличава от приятелите му от Блумсбъри, но двамата се разбират добре. Бракът им е щастлив, но бездетен.
В края на 20-те обаче настъпва Голямата депресия, която обхваща не само американската, но и световната икономика. Европейските страни също са обхванати от икономическа криза, като дори в Европа тя започва по-рано. Ръководителите на правителствата и икономистите започват трескаво да търсят начини за излизане от кризата.
По отношение на Голямата депресия Кейнс се оказва лош пророк – две седмици преди началото ѝ той прави изказване, че световната икономика е поела по пътя на стабилизирането и устойчивия ръст и че няма да има рецесия. От друга страна, Фридрих Хайек и Лудвиг фон Мизес – привърженици на либералната демокрация и на свободния пазар – предсказват кризата един месец преди началото ѝ. Не разбирайки същината на икономическите цикли, Кейнс загубва всичките си спестявания по време на депресията.
Кейнс е назначен за член на Кралската комисия по финанси и промишленост и на Икономическия консултативен съвет. През февруари 1936 г. ученият публикува своя magnum opus – „Обща теория на заетостта, лихвата и парите“, в която въвежда понятието мултипликатор на натрупването (мултипликатор на Кейнс) и формулира т.нар. основен психологически закон (личното потребление зависи от нивото на доходите, но динамиката му изостава от техния ръст). С издаването на този труд Кейнс се превръща в лидер на икономическата наука на своето време и авторитетът му се утвърждава.

### Втората световна война и след нея
През 1940 г. Кейнс става член на Консултативния комитет по военни проблеми към Министерството на финансите, а след това и съветник на министъра. През същата година публикува работата си „Как да финансираме войната?“. Изложеният в нея план включва принудителното депониране на всички средства, оставащи над определено ниво у хората след плащане на данъците, в специални сметки в Пощенската спестовна банка. Този план позволявал решаването на две задачи едновременно: отслабване на инфлацията и намаляване на следвоенния спад.
През 1942 г. Кейнс е удостоен с наследствена перска титла барон и става член на Камарата на лордовете. Известно време е президент на Иконометрическото дружество (1944 – 1945). От 1937 до 1944 е директор на Британското дружеството по евгеника и е неин привърженик до смъртта си.
По време на Втората световна война Кейнс се насочва към решаването на въпроса за международните финанси и следвоенното устройство на световната финансова система. Той взема водещо участие в разработката на концепцията на системата Бретън Удс, а през 1945 г. води преговорите за американските заеми на Великобритания. Негова е идеята за създаване на система за регулиране на валутните курсове, която да се съчетава с принципа за тяхната стабилност в дългосрочен план. През март 1946 г. Кейнс участва в учредяването на Международния валутен фонд.
Джон Мейнард Кейнс умира на 21 април 1946 г. на 62-годишна възраст от инфаркт на миокарда. Погребан е в Уестминстърското абатство.

## Икономически възгледи
Кейнс е привърженик на балансиращата правителствена намеса в икономическия живот на страната чрез фискални и монетарни мерки и формулира основния ангажимент на държавата за стремеж към обществено благосъстояние. Целта е да се намалят максимално негативните ефекти на свиването и разширяването на икономическата активност. Неговите идеи допълнително се развиват от множество последователи.
Книгата му „Икономическите последици на мира“ предизвиква световна сензация. В нея той защитава тезата, че не трябва да се налагат тежки репарации на изгубилата Първата световна война Германия, защото това би навредило икономически и на страните победителки и би довело до нова световна война (по-късно така и става). Още през април 1919 г. Джон Кейнс предлага на САЩ да започнат мащабна кредитна програма за съживяване на следвоенната европейска икономика – схема, която през 1947 – 1948 г. приема формата на плана Маршал.